# Schroefstraal

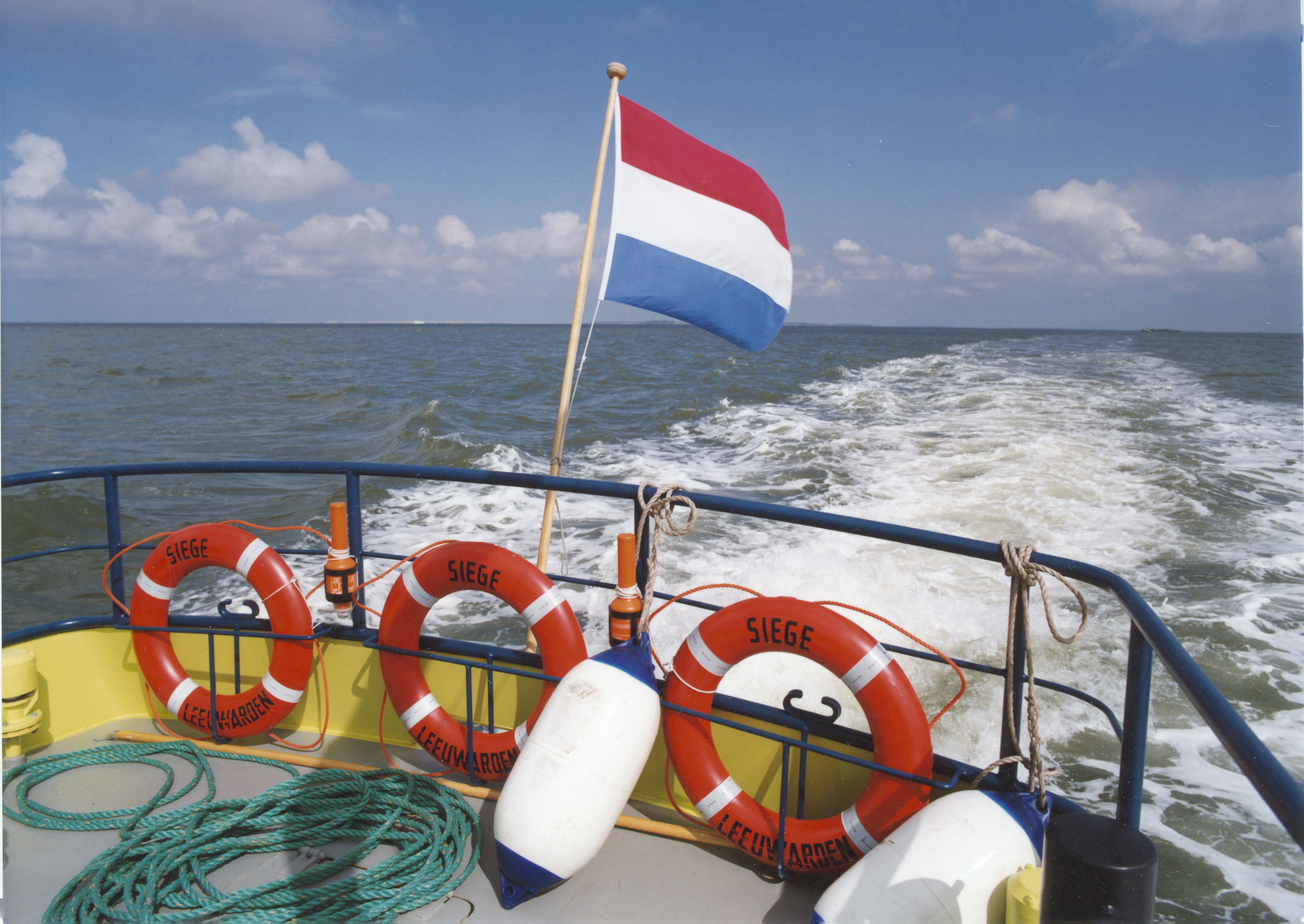
zog en schroefstraal achter een schip

Een schroefstraal is een straal (onder water) die ontstaat door de werking van een scheepsschroef. Deze straal heeft iets andere eigenschappen dan een 'vrije' waterstraal onder water. Een waterstraal boven water gedraagt zich ook anders doordat de weerstand van het water in lucht anders is dan onder water. Een waterjet is een waterstraal die ook gebruikt wordt om een schip voort te stuwen, maar niet door een vrije schroef, maar door een pomp in een straalbuis.
In de scheepsbouwkundige literatuur is veel informatie over schroeven, cavitatie en het effect van de schroef op het gedrag van het schip. In de waterbouwkunde is het gedrag van de schroefstraal (in het bijzonder de turbulentie) van belang, met name voor het ontwerpen van bescherming tegen erosie door deze stralen.
Zog en schroefstraal zijn feitelijk dezelfde verschijnselen. Men spreekt van een schroefstraal als het schip vrij stil ligt en de schroef een sterke waterstraal met een snelheid ten opzichte van het omringende water creëert. Men spreekt van zog als het schip vaart en het water achter het schip een ten opzichte van het omringende water een lage snelheid heeft (maar wel een hoge turbulentie). Een schroefstraal is vrij kort, orde een tiental meters, een zog is vrij lang, orde enkele honderden meters. Schroefstralen zijn met name van belang voor het bepalen van belasting op oevers en de bodem. Het effect van een zog op oevers en bodem is vrij klein.

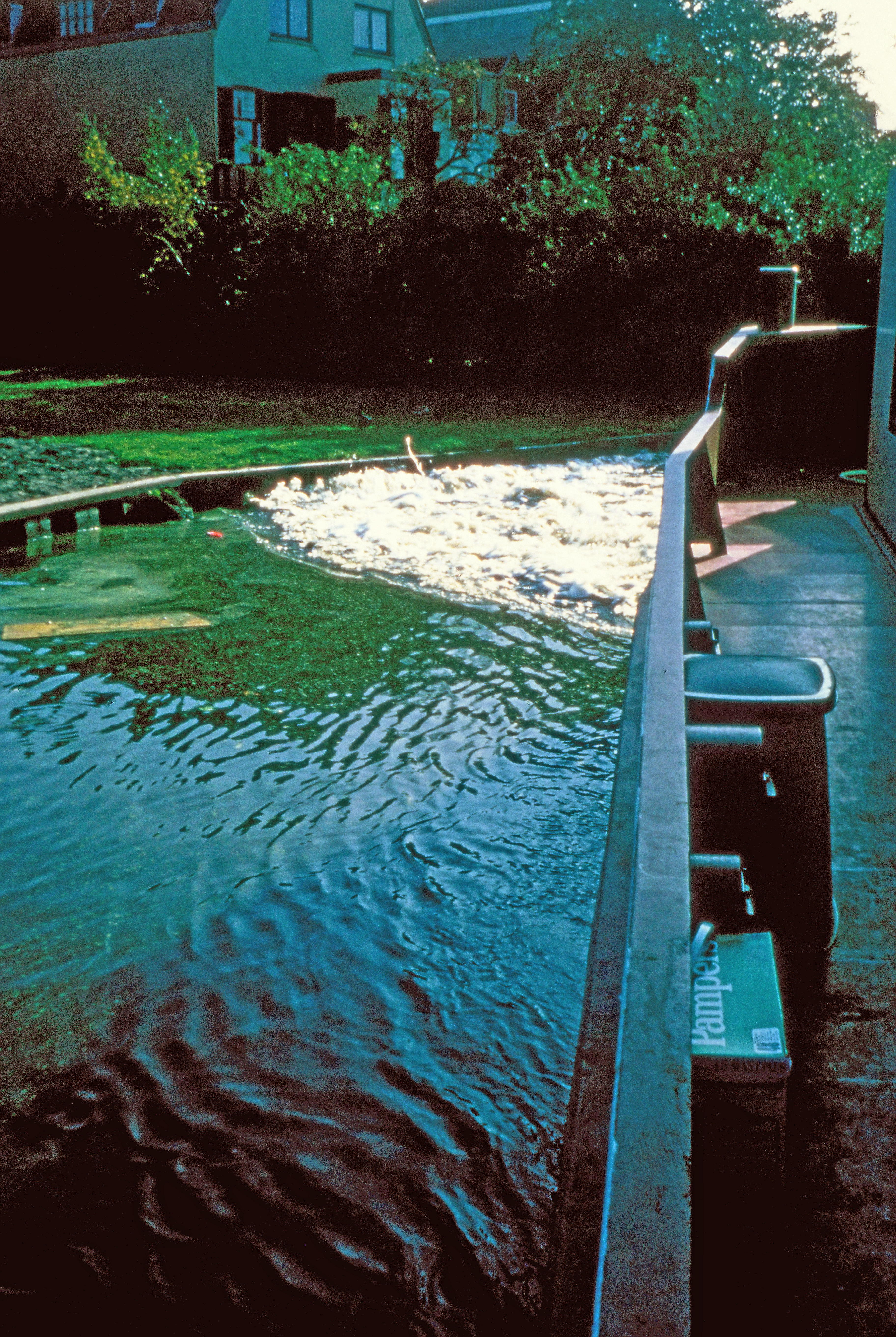
Belasting van een schroefstraal op een stalen damwand (bij Overschie)

## De vrije straal
Een schroefstraal is een bijzonder geval van een vrije straal. Als water door een (kleine) opening met kracht in een groter bassin met water stroomt, ontstaat bij de opening een straal. Deze stralen zijn uitgebreid behandeld door Rajaratnam [1976].
Voor de beschrijving van de ontwikkeling wordt uitgegaan van de gemiddelde snelheid bij de opening, u0. Naarmate de straal verder verwijderd is van de opening wordt de straal breder en minder snel. De verdeling van de snelheid volgt een Gauss-kromme met twee parameters, de snelheid um in het midden van de straal en b, een karakteristieke breedte, meestal de breedte ter plaatse van u = um /2.
Er is een verschil tussen een straal uit een rechthoekige opening en een cirkelvormige opening. Voor de schroefstraal is alleen de cirkelvormige opening van belang. De snelheid in het midden is dan gegeven door:
{\displaystyle u_{\text{m}}={\frac {6{,}3u_{0}}{x/D}}}
{\displaystyle b=0{,}1x}
{\displaystyle u=u_{\text{m}}\exp \left[{-0{,}693\left({\frac {R}{b}}\right)^{2}}\right]}
Hierin is D de straal van de opening is, x de afstand vanaf de opening en R de afstand uit de aslijn van de straal. Deze formule is pas geldig op een afstand x = 6 D vanaf de opening. (p30)

## De schroefstraal

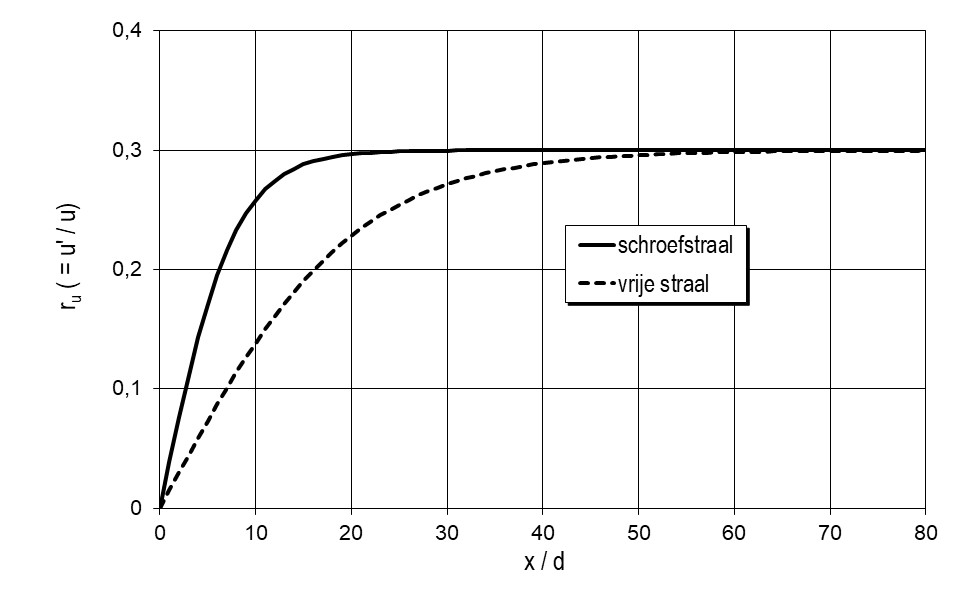
relatie tussen een vrije straal en een schroefstraal

Het belangrijkste verschil tussen een vrije straal en een schroefstraal is dat de relatieve turbulentie (r) op korte afstand van de schroef groter is dan bij een vrije straal. Daarnaast is de uitwaaiering van de straal ook anders. Voor een schoefstraal geldt:
{\displaystyle u_{\text{m}}={\frac {2{,}8u_{0}}{x/D}}}
{\displaystyle b=0{,}21x}
{\displaystyle u=u_{\text{m}}\exp \left[{-0{,}69\left({\frac {R}{b}}\right)^{2}}\right]}
Hierin is D ca 70% van de schroefdiameter d. Bij een schroef in een straalbuis moet voor D de diameter van de straalbuis genomen worden. De snelheid bij de schroef hangt af van het vermogen P van het schip (in watt) en de schroefdiameter d:
{\displaystyle u_{0}=1{,}15\left({\frac {P}{\rho d^{2}}}\right)^{1/3}}
Voor binnenvaartschepen is een aardige benadering:
{\displaystyle P=660L(2D+B)}.
Hierin is L de lengte van het schip, B de breedte en D de diepgang (in meters). Het vermogen is dan in watt.

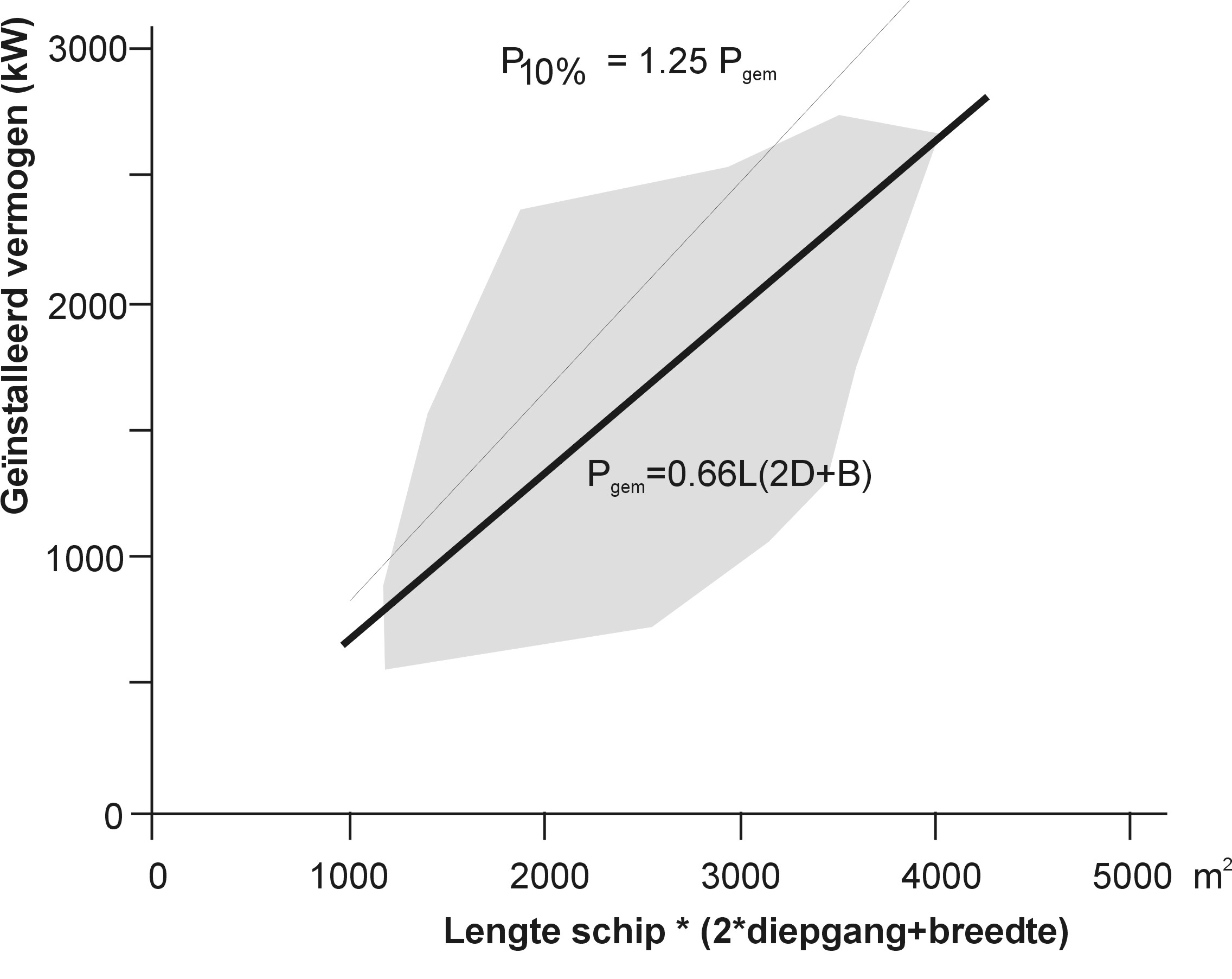
relatie tussen scheepsvermogen en scheepsmaten

Vaak is de precieze locatie van de maximale snelheid aan de bodem niet relevant, maar alleen de grootte. Dan vereenvoudigt de formule tot:
{\displaystyle u_{\text{b,max}}=0{,}3u_{0}{\frac {d}{z_{\text{b}}}}{\sqrt {n}}}
waarin zb de verticale afstand is tussen de schroefas en de bodem. Het aantal schroeven is n.
Voor het bepalen van een bodem- of oeverbescherming is vooral de situatie relevant waarbij het schip nog stil ligt, maar de schroef wel werkt (dus bij manoeuvreren of bij wegvaren)

## De boegschroefstraal

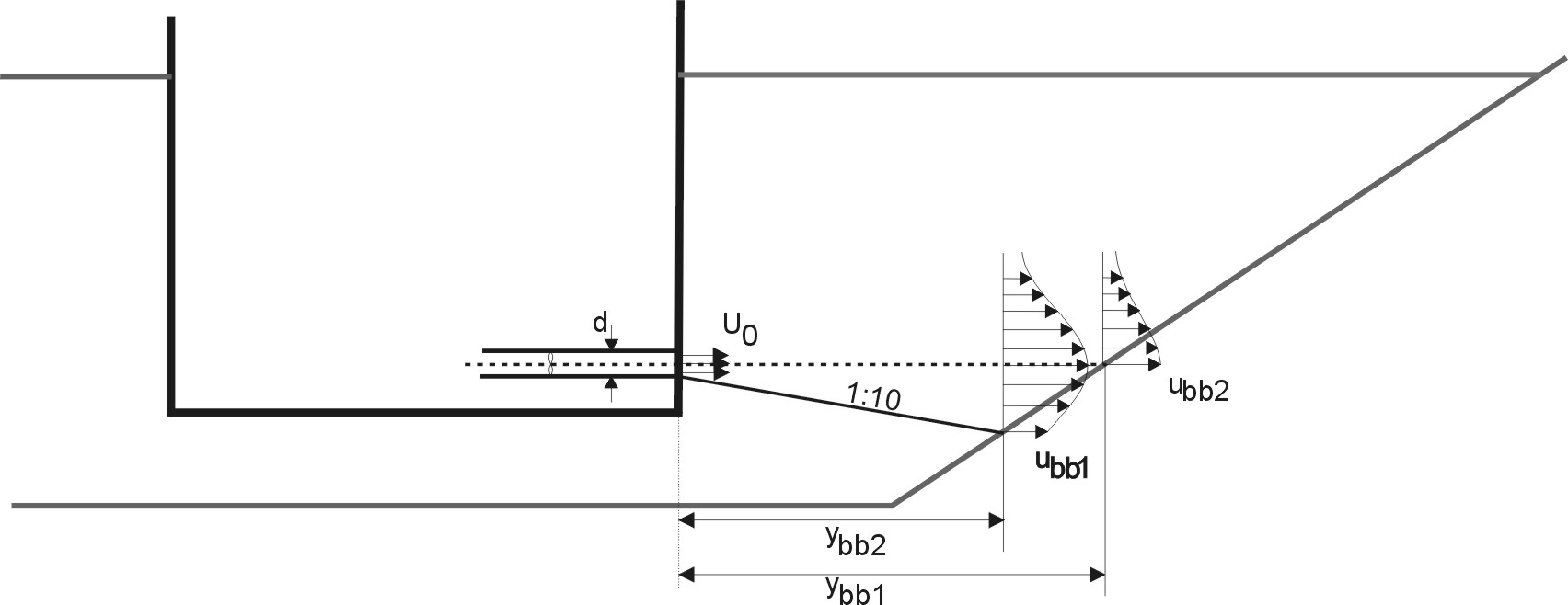
definitie van de parameters voor boegschroefberekening

Het maximale effect van een boegschroef is aan de oever van een kanaal. Het maximale effect treedt op in de as van de boegschroef, of daar waar de straal (onder een hoek van 1:10) het talud raakt. De hoogste van deze twee waarden is maatgevend:
{\displaystyle u_{\text{bb1}}=6{,}3{\frac {u_{\text{b}}d}{y_{\text{bb1}}}}}
{\displaystyle u_{\text{bb2}}=3{,}15{\frac {u_{\text{b}}d}{y_{\text{bb2}}}}}
Hierin is ybb de horizontale afstand van de schroef tot het punt op het talud
Voor een verticale wand geldt:
{\displaystyle u_{\text{bb3}}=1{,}03{\frac {u_{\text{b}}d}{h_{\text{bb3}}}}}
Hierin is hbb de diepte van de as van de boegschroef tot aan de bodem. De relatieve turbulentie-intensiteit van de boegschroef is erg hoog, r ≈ 35 - 40 %.
Voor het vermogen van een boegschroef kan men aanhouden:
{\displaystyle P=A_{1}(LD)+A_{2}}
waarin L de lengte van het schip is en D de diepgang (de breedte is niet relevant voor boegschroeven). De coëfficiënten volgen uit:
| Binnenvaartschepen (2010) | A1   | A2 [kW] |
| ------------------------- | ---- | ------- |
| Containerschip            | 2,00 | −250    |
| Stukgoedschip             | 1,75 | −150    |
| Tanker                    | 0,80 | +100    |
| Passagiersschip           | 0,00 | +275    |

## Bodembescherming tegen schroefstralen
Voor de bescherming van een bodem of oever tegen erosie door een schroefstraal kan ook de Izbash-formule gebruikt worden. Aangezien de turbulentie in een schroefstraal hoog is, moet de relatieve turbulentieparameter r hoger zijn dan normaal. Deze waarde varieert sterk. In recent modelonderzoek zijn waarden gemeten tussen 0,5 en 1,5.
In ouder onderzoek (1988) werd een waarde geadviseerd van r tussen 0,25 en 0,3.
{\displaystyle \Delta d_{n50}=0{,}47{\frac {\left[u(1+3r)\right]^{2}}{2gK_{\alpha }}}}
In deze formule is nog een correctiefactor Kα toegevoegd om het effect van de taludhelling in rekening te brengen:
{\displaystyle K_{\alpha }={\sqrt {1-{\frac {(\sin \alpha )^{2}}{(\sin \phi )^{2}}}}}}
waarin α de taludhelling is en φ de hoek van inwendige wrijving van de stenen (φ is in de orde van grootte van 40°).